# Guido de Marco

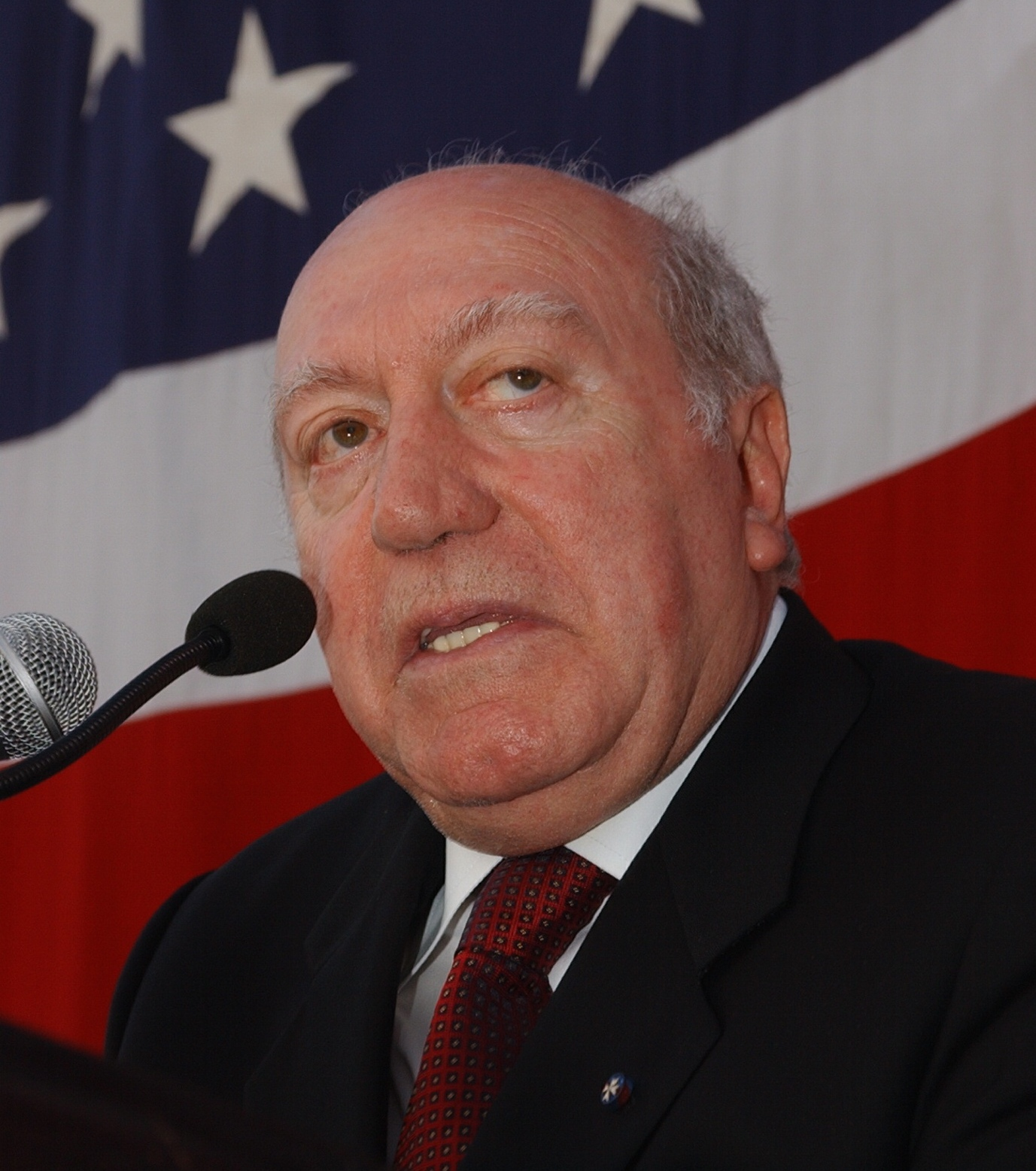
Guido de Marco 2003 in Cospicua

Guido de Marco (* 22. Juli 1931 in Valletta; † 12. August 2010 in Msida) war ein maltesischer Politiker. 1990 war er Präsident der Generalversammlung der Vereinten Nationen. Von 1999 bis 2004 war er der Präsident Maltas.

## Studium und politische Laufbahn
Bis 1952 studierte de Marco Philosophie, Volkswirtschaftslehre und Italienisch, 1955 wurde er zum Doktor der Rechte promoviert, später war er Professor für Strafrecht an der Universität Malta. 1966 wurde er für die Nationalkonservative Partei Maltas (PN) in das Repräsentantenhaus gewählt, dem er seitdem bis 1999 ständig angehörte. 1972 ernannte ihn die PN zu ihrem Generalsekretär, 1977 wurde er stellvertretender Parteichef. In der Regierung von 1987 bekleidete er die Ämter des stellvertretenden Premierministers sowie des Innen- und Justizministers. 1990 wurde er Außenminister. Am 18. September des gleichen Jahres wählte ihn die UN-Generalversammlung zu ihrem Präsidenten für die 45. Sitzungsperiode bis 1991.
Nach dem Verlust der Regierungsmacht im Oktober 1996 blieb er Außenminister im Schattenkabinett der PN. Nach dem Wiedererlangen der Regierungsmacht 1998 erhielt er dieses Amt auch, zudem wurde er wiederum Vizepremier.
Guido de Marco war als Außenminister, aber auch als Justiz- und Innenminister in vielen internationalen Gremien und Konferenzen tätig, unter anderem bei den Vereinten Nationen und bei OSZE-Konferenzen. 1990 beantragte er die Mitgliedschaft Maltas in der Europäischen Union. Ebenso setzte er sich für die verstärkte Mitarbeit Maltas in anderen internationalen Organisationen ein. International startete er verschiedene diplomatische Initiativen. So schlug er zum Beispiel eine neue Rolle für den UN-Treuhandrat und eine Stärkung der UN-Vollversammlung vor. Generell trat de Marco für einen verstärkten Dialog zwischen Staaten und internationalen Organisationen ein. Er stärkte Maltas Mitarbeit in vielen Organisationen.

## Präsident von Malta

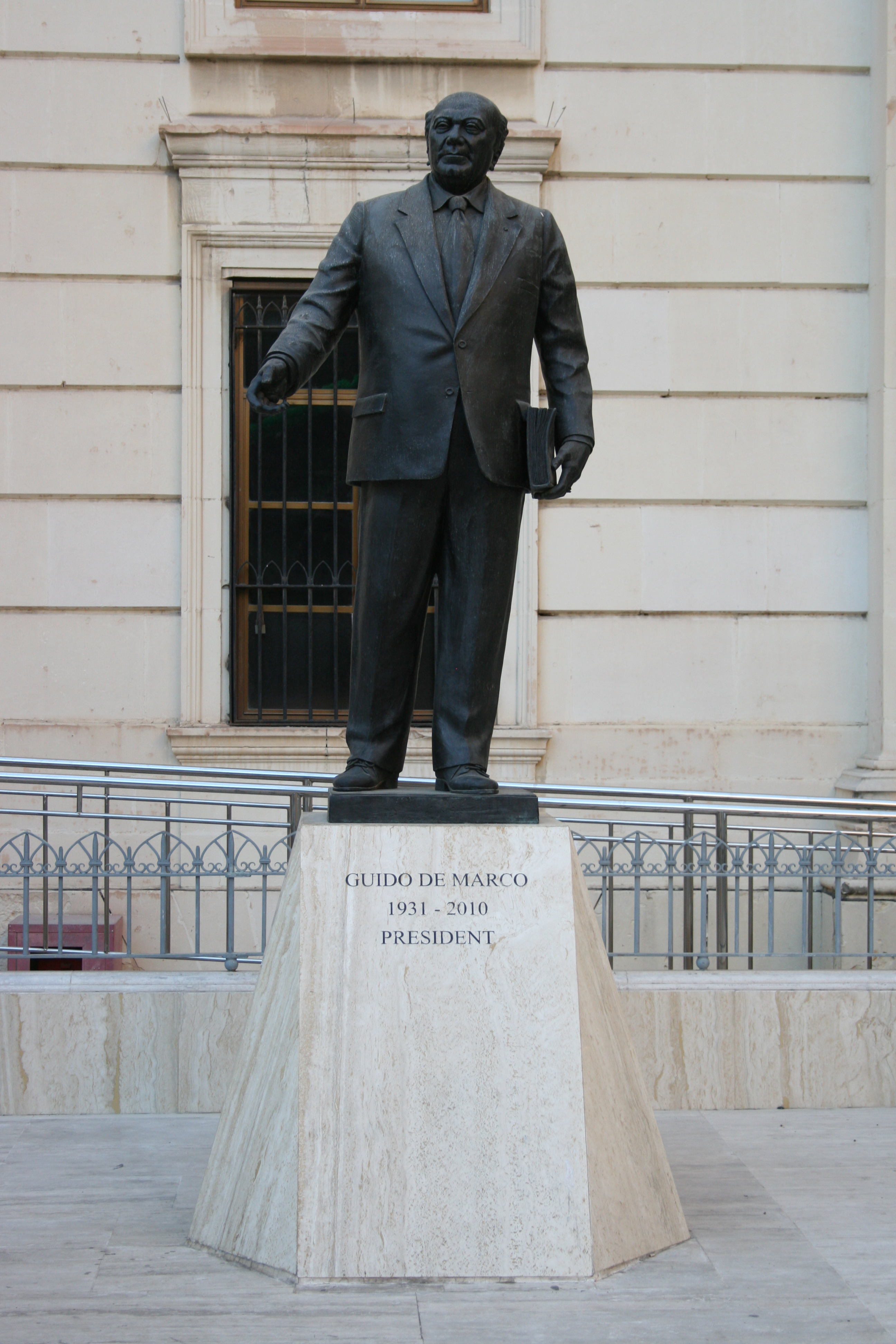
Denkmal für Guido de Marco in Valletta

Am 4. April 1999 wurde er als Nachfolger von Ugo Mifsud Bonniċi zum Präsidenten gewählt. Dieses Amt übte er bis zum Ende seiner fünfjährigen Amtszeit aus; eine Wiederwahl ist nach der maltesischen Verfassung nicht zulässig. Als Nachfolger wählte man Edward Fenech Adami.

## Ehrungen
- 1994: Companion des National Order of Merit
- 1995: Großkreuz des Päpstlichen Piusordens[2]
- 2000: Collane des Verdienstordens Pro Merito Melitensi
- 2001: Sonderstufe des Großkreuzes des Bundesverdienstkreuzes
- 2004: Verdienstorden der Italienischen Republik
- 2009: Orden de Isabel la Católica